# Regina Rinke
Regina Rinke (* 23. Januar 1936) stammt aus Wildflecken, ist Pädagogin und ehemalige Präsidentin des Rhönklubs.

## Leben
Regina Rinke war zwischen 1989 und 2011 Präsidentin des Rhönklubs. Sie kündigte 2011 wegen verbandsinterner Differenzen mit ihrem Nachfolger ihren Austritt an; zog ihre Ankündigung jedoch zurück.
In ihre Amtszeit fallen die Wiederbelebung der Rhönklub-Tradition in Thüringen, die Ausrichtung des Deutschen Wandertages 2008 und die Eröffnung des Wanderwege Hochrhöner und seiner Extratouren, für den sie und ihr Mann als Wegbereiter gelten, sowie Rhön-Paulus-Weg, Rhön-Rennsteig-Weg, Abtsweg, Ortesweg und Karolingerweg. Sie ist Trägerin des Kulturpreises der Rhön und wurde 2013 zur Ehrenpräsidentin ernannt. Nach ihrer Amtszeit widmete sie sich dem Aufbau einer Schule in Ruanda.